# Flint/Tri-Cities
Flint/Tri-Cities est une région de l'État américain du Michigan. La région est appelée ainsi parce qu'elle regroupe la région autour de la ville de Flint et celle plus petite de Tri-Cities, auquel on inclut également The Thumb (« Le pouce »).
La région regroupent une population de plus de 520 000 habitants, dont la ville de Flint rassemble à elle seule le quart avec environ 125 000 habitants.

## Les comtés
La région de Flint/Tri-Cities regroupes 9 comtés de l'État.
- ceux Tri-Cities :
  - Saginaw
  - Bay
  - Midland
- ceux de The Thumb :
  - Huron
  - Sanilac
  - Tuscola
- Ceux plus méridionaux de :
  - Genesee
  - Lapeer
  - Saint Clair